# Mesaphorura hylophila
Mesaphorura hylophila är en urinsektsart som beskrevs av Josef Rusek 1982. Mesaphorura hylophila ingår i släktet Mesaphorura, och familjen blekhoppstjärtar. Arten är reproducerande i Sverige.